# Eva Mozes Kor

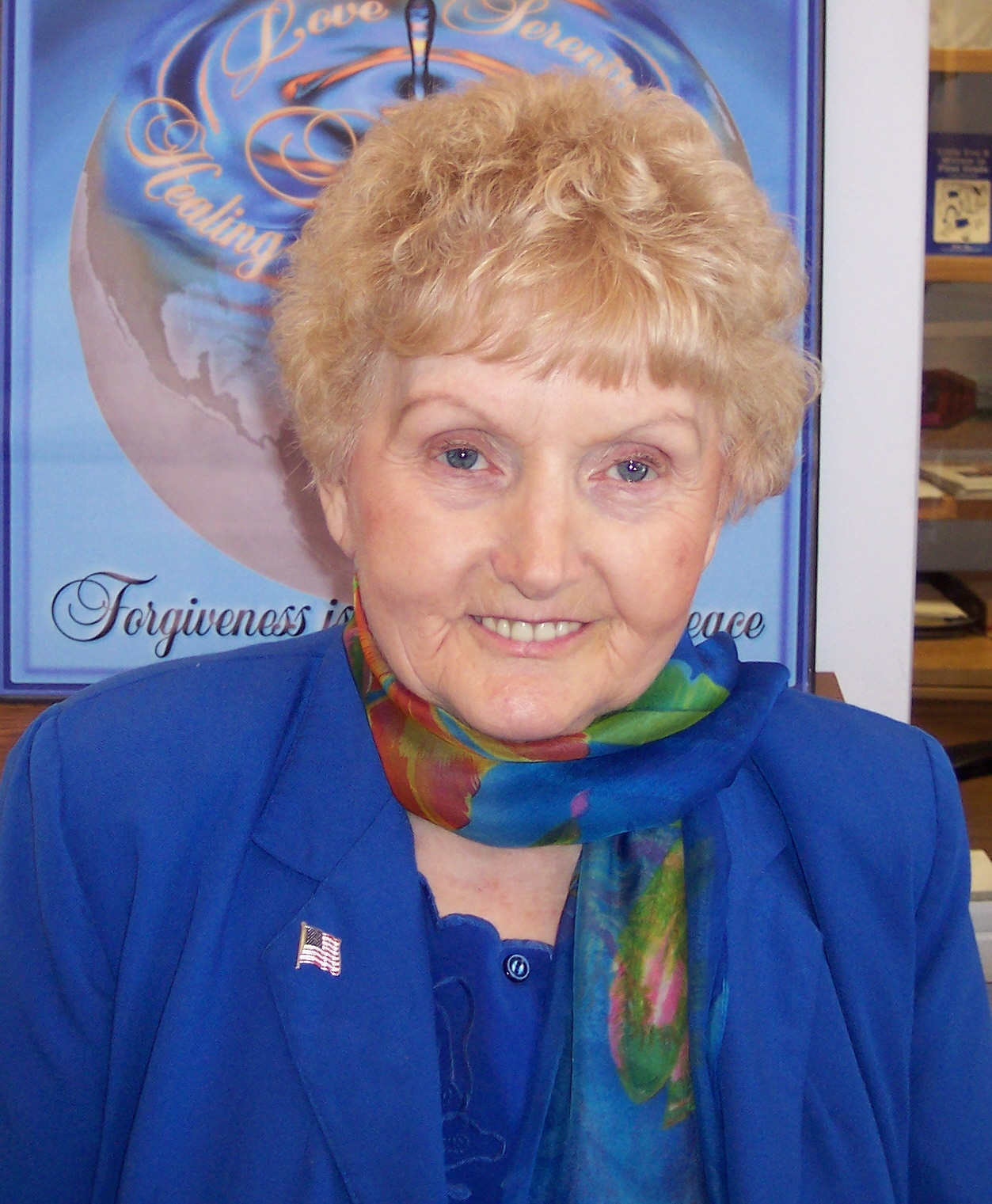
Eva Mozes Kor (2016)

Eva Mozes Kor (geborene Eva Mozes; * 31. Januar 1934 in Portz, heute: Porț, Gemeinde Marca, Kreis Sălaj, Rumänien; † 4. Juli 2019 in Krakau) war eine Überlebende des Holocaust und wurde zusammen mit ihrer Zwillingsschwester Miriam von Josef Mengele für Menschenversuche missbraucht.
Sie löste mehrfach kritische Reaktionen bei anderen Holocaust-Überlebenden aus, unter anderem, als sie am 50. Jahrestag der Befreiung von Auschwitz persönlich allen Nationalsozialisten ihre Taten vergab.

## Leben
Eva Mozes Kor war eine Tochter des Landwirts Alexander Mozes und seiner Ehefrau Jaffa, die mit den älteren Töchtern Edit und Aliz sowie den Zwillingsschwestern Eva und Miriam in Siebenbürgen lebten. In ihrem Heimatdorf Portz mit etwa 100 Familien waren die strenggläubigen Mozes die einzigen Juden. Um 1935 wurde Alexander Mozes mit seinem Bruder Aaron von der Eisernen Garde willkürlich verhaftet. Nach ihrer Freilassung gingen beide für einige Monate nach Palästina. Sie fassten den Plan, mit ihren Familien dorthin auszuwandern. Die Pläne scheiterten für die Familie Mozes an der Weigerung der Mutter, mit vier kleinen Kindern die Auswanderung zu betreiben und ihre eigenen Eltern zurückzulassen. Letztendlich schätzte die Familie die Bedrohung durch das nationalsozialistische Deutschland und den zunehmenden Antisemitismus im eigenen Land nicht als besonders groß ein.
Im März 1944 wurde die Familie Mozes nach Șimleu Silvaniei verschleppt, das zu diesem Zeitpunkt zu Ungarn gehörte. Dort wurden sie mit 7000 anderen Juden in einem Sammellager ohne feste Bauten untergebracht. Zwei Monate später erfolgte im Rahmen der Ungarn-Aktion die Deportation in das KZ Auschwitz-Birkenau. Unmittelbar nach der Ankunft im Konzentrationslager wurden Eva und Miriam im Rahmen der Selektion an der „Rampe“ als Zwillingspaar identifiziert. Während die Eltern und die beiden älteren Schwestern wahrscheinlich sofort nach der Ankunft in den Gaskammern ermordet wurden, brachte man die Zwillinge zu Josef Mengele, der an ihnen medizinische Versuche durchführte. Im Juli 1944 wurde Eva eine Spritze mit einer unbekannten Substanz verabreicht, die eine schwere Erkrankung hervorrief. Eva verbrachte drei Wochen im Krankenbau, genas aber wieder. Während dieser Zeit wurde auch ihre Schwester Experimenten unterzogen und erkrankte schwer, so dass Eva für sie unter großer Gefahr Kartoffeln stehlen musste.

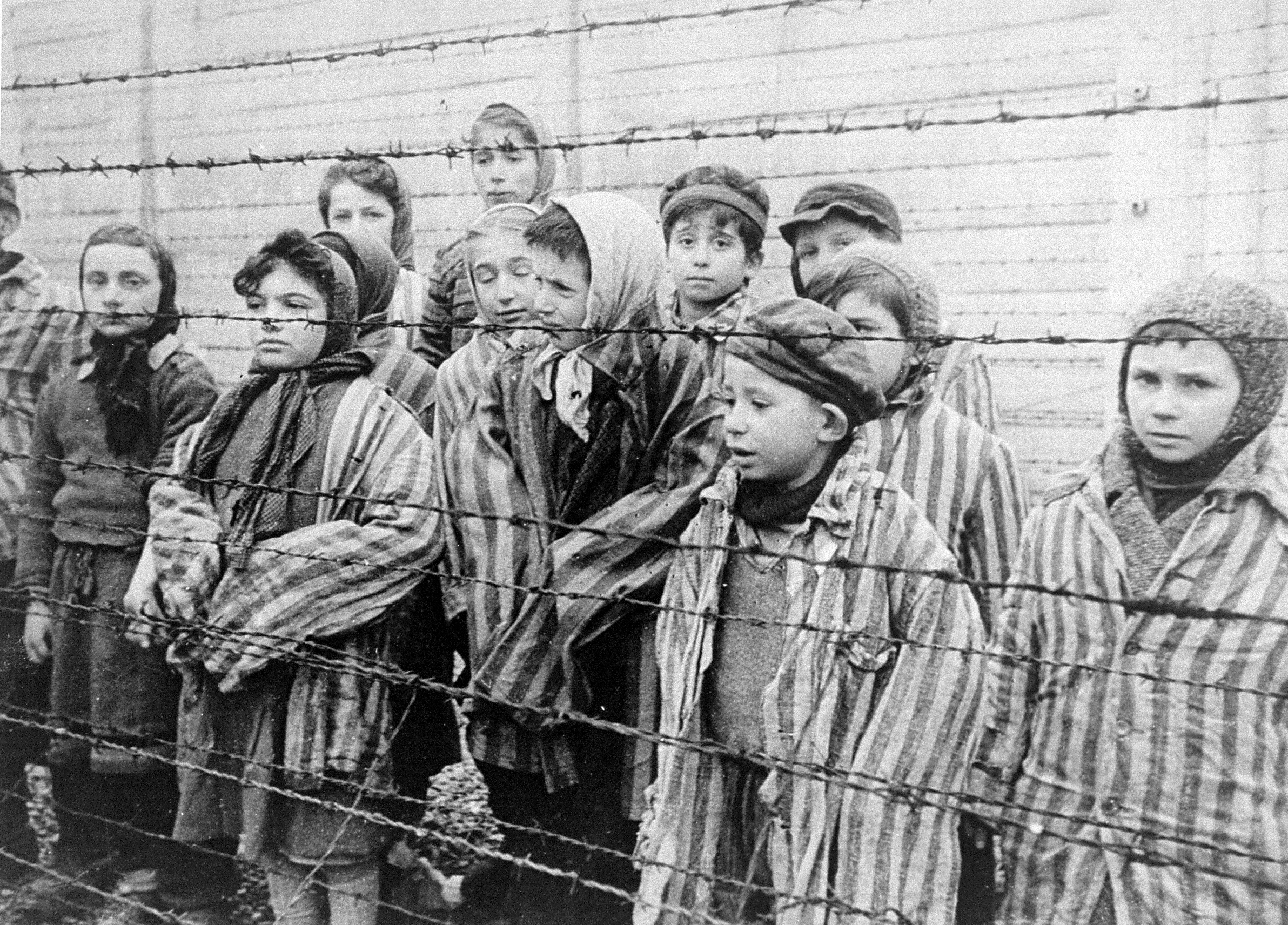
Miriam (ganz rechts) und Eva Mozes (neben ihr, teilweise verdeckt) bei der Befreiung von Auschwitz am 27. Januar 1945

Wie viele Kinder und andere nicht marschfähige Lagerinsassen wurden Eva und Miriam Mozes im Januar 1945 von der abrückenden SS nicht auf die Todesmärsche mitgenommen, sondern im KZ zurückgelassen. Nach der Befreiung durch die Rote Armee am 27. Januar 1945 blieben die Schwestern zunächst im Lager und wurden nach einigen Wochen in ein katholisches Waisenhaus im polnischen Kattowitz gebracht. Von dort nahmen sie Kontakt zu einem überlebenden Funktionshäftling in einem Flüchtlingslager in der Stadt auf, deren Zwillingstöchter ebenfalls von Mengele für Experimente missbraucht wurden und die Eva und Miriam bei sich aufnahm. Im Mai wurden sie alle mit dem Zug in ein Flüchtlingslager in Sluzk (heute Minskaja Woblasz, Belarus) gebracht. Im Oktober 1945 wurden die Flüchtlinge dieses Lagers in ihre Heimatländer zurückgeschickt. Eva und Miriam fanden ihr Elternhaus geplündert und verwahrlost vor und zogen zu einer Tante in Cluj, wo sie bis 1950 lebten.
Die folgenden Jahre waren von dem Antisemitismus der rumänischen Bevölkerung und von den Schikanen der Behörden gegenüber Grundbesitzern und Juden geprägt. 1950 konnten die Schwestern nach Israel auswandern, nachdem sie auf ihren gesamten Besitz verzichtet hatten. Sie wurden in Haifa von ihrem Onkel Aaron in Empfang genommen und lebten zwei Jahre lang in einem Jugenddorf der Kinder- und Jugend-Alijah. 1952 wurden beide zu den Israelischen Verteidigungsstreitkräften eingezogen. Miriam absolvierte dort eine Ausbildung zur Krankenschwester, Eva wurde zur technischen Zeichnerin ausgebildet und verließ die Armee 1960 als Stabsfeldwebel. Im April 1960 lernte sie Michael Kor kennen, einen Holocaust-Überlebenden, der als Tourist von Terre Haute, Indiana, nach Israel gekommen war, um seinen Bruder zu besuchen. Sie heirateten, Eva zog zu ihrem Ehemann nach Terre Haute, wurde Mutter zweier Kinder und war als Immobilienmaklerin tätig. Ihre Schwester Miriam bekam drei Kinder und entwickelte während ihrer Schwangerschaften eine schwerwiegende Nierenerkrankung, wahrscheinlich eine Spätfolge der Versuche Josef Mengeles. Eva spendete ihr 1987 eine ihrer Nieren. Miriam Mozes Ziegler starb am 6. Juni 1993 an Nierenkrebs. Eva Mozes Kor starb am 4. Juli 2019 in Krakau während ihrer jährlichen CANDLES-Reise nach Polen.

## Organisation CANDLES
Auch in den Vereinigten Staaten war Eva Mozes Kor mit ihrer Familie antisemitischer Verfolgung ausgesetzt, mit Beschimpfungen ihrer Kinder und Hakenkreuz-Schmierereien an ihrem Haus. Die Situation verbesserte sich deutlich mit der Ausstrahlung der Fernsehserie Holocaust – Die Geschichte der Familie Weiss im Jahr 1978. Im selben Jahr begann Eva Mozes Kor mit Vorträgen, in denen sie als Zeitzeugin über ihr Schicksal und das ihrer Familie berichtete. Sie konnte viele Fragen ihrer Zuhörer nicht beantworten und empfand es als Mangel, dass es kaum Bücher mit Informationen über Auschwitz und die Experimente Mengeles gab.
Gemeinsam mit ihrer Schwester Miriam gründete Kor die Selbsthilfe-Organisation Children of Auschwitz Nazi Deadly Lab Experiments Survivors (CANDLES, deutsch: Kinder von Auschwitz, Überlebende tödlicher NS-Laborexperimente). Es gelang ihnen, 122 Überlebende der Zwillingsexperimente in zehn Ländern auf vier Kontinenten ausfindig zu machen und vielen bei spezifischen Problemen Hilfe zu leisten. Sie kämpften weitgehend vergeblich darum, die Hintergründe der Versuche und ihre medizinischen Folgen aufzuklären, um die Behandlung der Opfer zu verbessern.
Nach dem Tod ihrer Schwester gründete Kor 1995 das CANDLES Holocaust Museum and Education Center in Terre Haute. Das Museum wurde 2003 durch einen Brandanschlag völlig zerstört. Nach dem Wiederaufbau erfolgte 2005 die Neueröffnung. Eva Mozes Kor hielt bis an ihr Lebensende Vorträge, insbesondere vor Schulklassen, und führte jährlich Studienreisen nach Auschwitz durch. Die Filmemacher Bob Hercules und Cheri Pugh begleiteten Kor über Jahre hinweg mit der Kamera, woraus der Film Forgiving Dr. Mengele entstand.

## Haltung gegenüber NS-Tätern und Nachfahren
Eva Kor nahm in späteren Jahren eine für Versöhnung („Vergebung“) mit den NS-Tätern aufgeschlossene Haltung ein, die kontroverse Reaktionen auslöste und von vielen Holocaust-Überlebenden als unangemessen kritisiert und abgelehnt wurde. So zeigte Eva Kor beispielsweise die Bereitschaft, sich mit dem damals letzten noch lebenden SS-Lagerarzt von Auschwitz-Birkenau, Hans Münch, zu treffen und diesem anlässlich eines gemeinsamen Besuchs in der Gedenkstätte Auschwitz-Birkenau 1995 öffentlich zu „vergeben“; dies, nachdem Münch seinerseits in einer handschriftlichen und beglaubigten Erklärung die Existenz der Gaskammern und den Massenmord an den Juden in Auschwitz eingeräumt hatte, dessen Zeuge er gewesen war.
Ferner zeigte sich Eva Mozes Kor bereit, sich 2009 erstmals mit Rainer Höß, dem Enkel des Auschwitz-Kommandanten Rudolf Höß, in Auschwitz zu treffen, den sie in der Folge als ihren Freund bezeichnete und 2015 „symbolisch“ als „Enkel“ „adoptierte“. Hierfür wurde sie von anderen Juden stark kritisiert, da Rainer Höß im Jahr 2009 versucht hatte, aus Hinterlassenschaften seines Großvaters Profit zu schlagen, indem er Yad Vashem diese zum Kauf anbot, statt sie unentgeltlich zur Verfügung zu stellen. Im Jahr 2014 trat sie mit Rainer Höß auf mehreren Veranstaltungen gegen Rechtsextremismus auf.
Im Jahr 2015 wohnte Kor als Nebenklägerin dem Auschwitz-Prozess gegen Oskar Gröning bei. Gröning hatte – anders als die meisten Angeklagten in NS-Prozessen – am ersten Verhandlungstag moralische Mitschuld eingestanden, zeigte Reue und bat um Vergebung. Eva Kor reichte dem Angeklagten später die Hand, als Geste der Versöhnungsbereitschaft. Sie dankte ihm ausdrücklich, da er seine Aussage nicht verweigerte und den Holocaust nicht leugnete, sondern schilderte. Eine Haftstrafe für den 93-Jährigen hielt sie als Nebenklägerin für nicht anstrebenswert, ihr ginge es vielmehr um Aufklärung zu den Taten in Vernichtungslagern und um die Bekämpfung von Rechtsextremismus. Der Richter solle ihn dazu verurteilen, vor jungen Deutschen den organisierten Massenmord zu bezeugen.
In einer Erklärung wurde sie von 49 Nebenklägern kritisiert: Sie habe die große Öffentlichkeit – die sie als Nebenklägerin im Hinblick auf 300.000 ermordete ungarische Juden erhielt – für eine persönliche Verzeihungsgeste genutzt, die ihrer Rolle als Nebenklägerin völlig widerspreche.
Kor erwiderte, es sei eine ungeplante Geste gewesen. Ihr Verhalten spreche den Täter nicht davon frei, Verantwortung für sein Handeln zu übernehmen. Der Presse begründete sie ihr versöhnliches Verhalten gegenüber NS-Tätern mit Eigennutz, sie habe den Tätern verziehen, „nicht weil sie es verdienen, sondern weil ich es verdiene“. Ein Opfer habe das Recht, irgendwann frei zu sein, und man könne nicht frei sein von dem, was einem angetan wurde, wenn man diese „tägliche Last aus Schmerz und Wut“ nicht abschüttelt. Éva Fahidi erklärte auf ähnliche Weise: Sie könne nicht im Namen aller Ermordeten verzeihen, unter denen 49 ihrer Familienangehörigen waren, jedoch wolle sie nicht weiter hassen.

## Stolpersteine

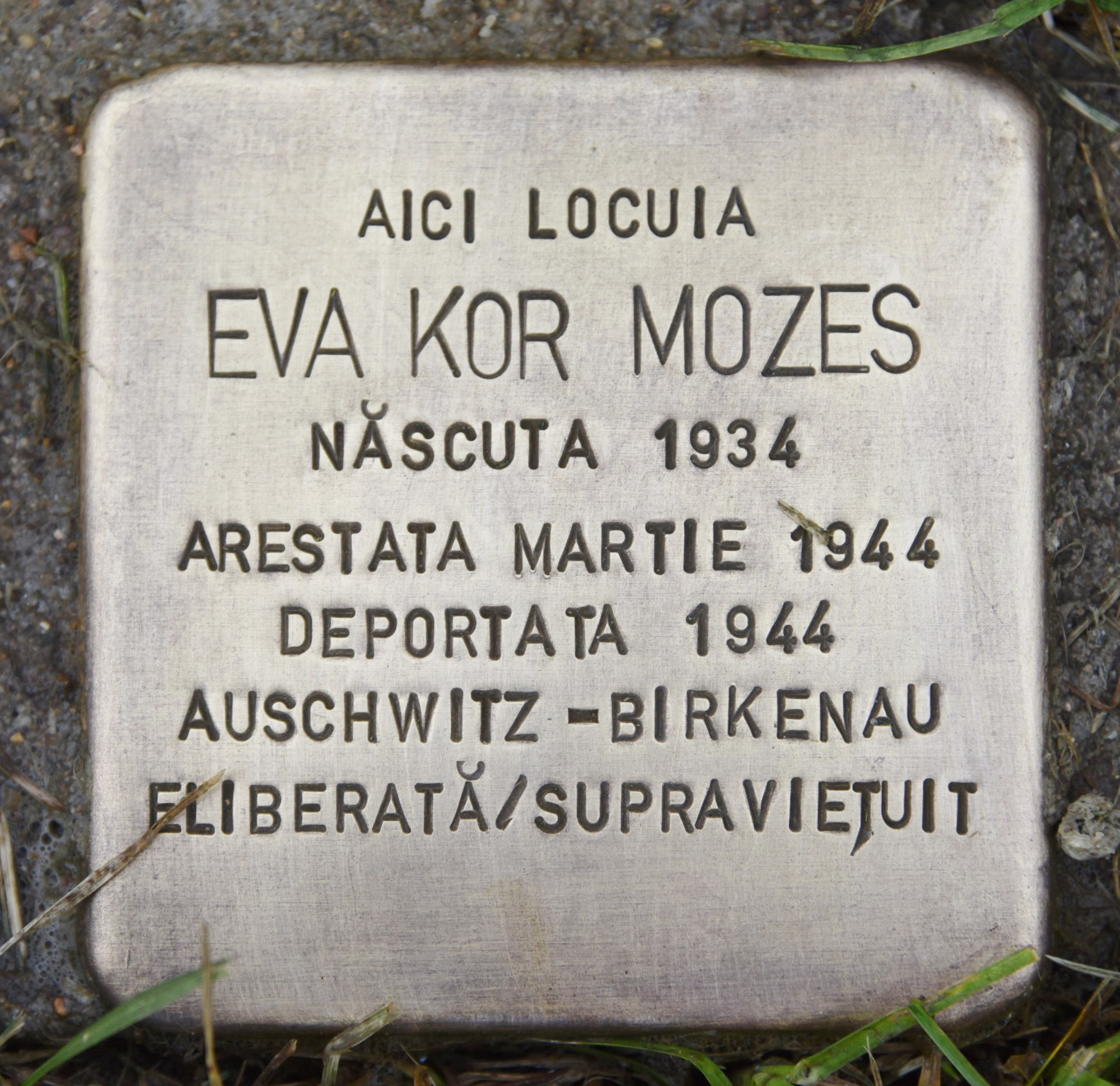
Stolperstein für Eva Mozes Kor in Porţ

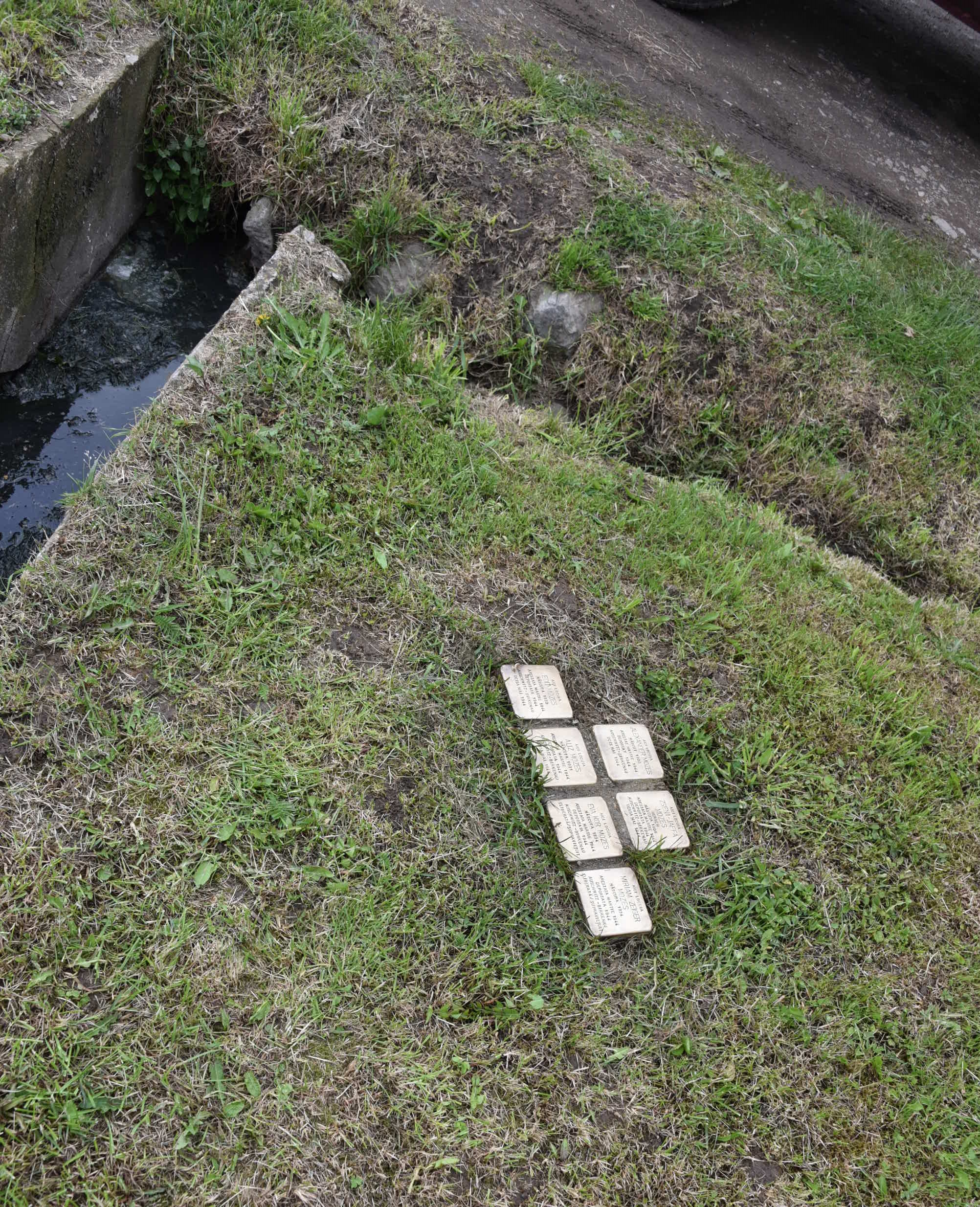
Stolpersteine für die Familie Mozes in Porţ.

Am 7. Juli 2014 wurden im Rahmen des Gedenkkunstkonzepts Stolpersteine von Gunter Demnig am vormaligen Wohnhaus der Familie Mozes in Porţ sechs Stolpersteine verlegt: für Eva Mozes Kor, ihre Eltern, Zseni-Jaffa und Alexander Mozes, und ihre drei Schwestern Aliz, Edit und Miriam Mozes. Der Gedenkstein für Eva Kor Mozes trägt die rumänische Inschrift: „Aici Locuia / Eva Kor Mozes / Născută 1934 / Arestata Martie 1944 / Deportata 1944 / Auschwitz-Birkenau / Eliberată Supraviețuit“. In deutscher Übersetzung: „Hier wohnte / Eva Kor Mozes / Geboren 1934 / Verhaftet März 1944 / Deportiert 1944 / Auschwitz-Birkenau / Befreit, überlebt“.

## Trivia
2015 veröffentlichte die Band Saltatio Mortis auf dem Album Zirkus Zeitgeist das Lied Todesengel über ihre Geschichte im KZ. Eva Mozes Kor traf sich mit einem Bandmitglied und sprach über das Lied.

## Publikationen
- mit Mary Wright: Echoes from Auschwitz. Dr. Mengele’s Twins. The Story of Eva & Miriam Mozes. Terre Haute 1995, ISBN 0964380757.
- mit Lisa Rojany Buccieri: Ich habe den Todesengel überlebt. Ein Mengele-Opfer erzählt. Aus dem Amerikanischen von Barbara Küper. cbj Verlag, München 2012, ISBN 978-3-641-06701-4.
- mit Guido Eckert: Die Macht des Vergebens. Benevento, Wals bei Salzburg, 2016, ISBN 978-3-7109-0011-2.